# Rupilia
|  | Per a altres significats, vegeu «Gens Rutília». |

La lex Rupilia va ser una antiga llei romana publicada en forma semblant a un reglament amb nombrosos articles. Es coneixia també com a leges rupiliae. Dictaminava la forma d'administrar justícia a l'illa de Sicília.
Es va establir quan eren cònsols Publi Popil·li Lenat i Publi Rupili l'any 132 aC al final de la Primera Guerra Servil a l'illa.